# 1721
- Wikisource

| Calendário gregoriano                                                        | 1721 MDCCXXI                        |
| Ab urbe condita                                                              | 2474                                |
| Calendário arménio                                                           | 1170 – 1171                         |
| Calendário bahá'í                                                            | -123 – -122                         |
| Calendário budista                                                           | 2265                                |
| Calendário chinês                                                            | 4417 – 4418 Início a 28 de janeiro  |
| Calendário copta                                                             | 1437 – 1438                         |
| Calendário etíope                                                            | 1713 – 1714                         |
| Calendários hindus - Vikram Samvat - Calendário nacional indiano - Cáli Iuga | 1776 – 1777 1642 – 1643 4821 – 4822 |
| Calendário Holoceno                                                          | 11721                               |
| Calendário islâmico                                                          | 1133 – 1134                         |
| Calendário judaico                                                           | 5481 – 5482                         |
| Calendário persa                                                             | 1099 – 1100                         |
| Calendário rúnico                                                            | 1971                                |
| Calendário solar tailandês                                                   | 2264                                |

1721 (MDCCXXI, na numeração romana) foi um ano comum do século XVIII do actual calendário gregoriano, da era de Cristo, e a sua letra dominical foi E (52 semanas), teve início a uma quarta-feira e terminou também a uma quarta-feira.
| Ano completo                        |
| ----------------------------------- |
| Ano comum com início à quarta-feira |

## Eventos

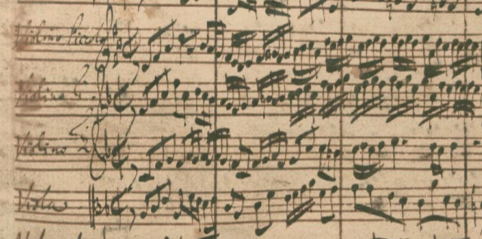
Imagem de um excerto do Concerto nº 1 em F maior do conjunto de Concertos de Brandeburgo de Johann Sebastian Bach (1685-1759).

- 24 de março — Johann Sebastian Bach dedica os Concertos de Brandeburgo a Christian Ludwig, marquês de Brandemburgo.
- 16 de setembro — Fundação do Arquivo Público do Estado de São Paulo, a mais antiga repartição pública da capital paulista.
- Dezembro — Um navio francês, o "Le Elisabeth", naufraga na Baía de Angra. Houve náufragos que foram sepultados nos cemitérios da cidade.

## Nascimentos
- 19 de março — José Barros e Vasconcelos, cientista português (m. 1793).
- 26 de abril — Guilherme, Duque de Cumberland (m. 1765).

## Mortes
- 18 de julho — Antoine Watteau, pintor francês do Rococó.
- Manuel Alonso Pérez de Guzmán y Pimentel, Conde de Niebla, Duque de Medina-Sidónia e Marquês de Cazaza  (n. 1671).
- Xaruque Begue — primeiro cã de Cocande  (n. 1681).